# Rodger Young

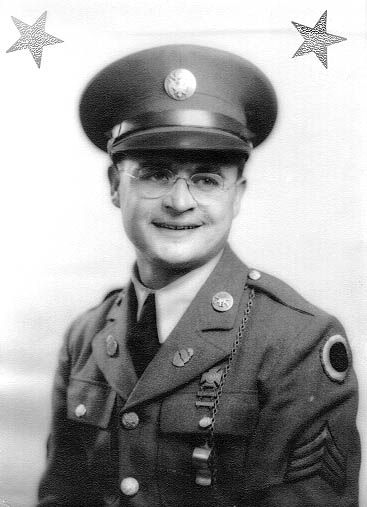
Rodger Young

Rodger Wilton Young (* 28. April 1918 in Clyde, Ohio; † 31. Juli 1943 auf New Georgia) gehörte während des Zweiten Weltkrieges der US-amerikanischen Infanterie an. Er wurde auf New Georgia (New-Georgia-Archipel) erschossen, als er alleine ein feindliches Maschinengewehrnest zerstörte, um seinen Zug zu retten. Für diese mutige und tapfere Tat wurde er postum mit der Medal of Honor ausgezeichnet.
Er hatte eine Zeit lang den Rang eines Staff Sergeant inne, wurde jedoch auf eigenen Wunsch zum Private degradiert, nachdem er Probleme mit seinem Gehör bekam.
Sein Dienstgrad und seine Truppenzugehörigkeit waren Private, United States Army, 148th Infantry, US 37th Infantry Division.

## Begründung für die Verleihung der Medal of Honor
Am 31. Juli 1943 bekam die Infanteriekompanie, zu der Private Rodger Young gehörte, den Befehl, sich etwas zurückzuziehen, damit das Bataillon für die Nacht in Stellung gehen konnte. Zu diesem Zeitpunkt war Private Youngs Zug im Gefecht mit dem Feind, in einem dichten Dschungel mit stark eingeschränkter Sicht. Der Zug wurde plötzlich von einem nur knapp 70 Meter entfernt auf höherem Grund positionierten japanischen Maschinengewehr durch schweres Feuer festgesetzt. Die Eröffnungssalve verwundete Private Young. Als der Zug begann, den Befehl auszuführen und sich zurückzuziehen, rief Private Young, er könne die feindliche Stellung sehen, woraufhin er auf diese zukroch. Dabei wurde er von einer weiteren Salve erneut getroffen. Trotz dieser Wunden setzte er seinen Weg fort und zog dabei feindliches Feuer auf sich, das er mit Gewehrschüssen beantwortete. Als er nahe genug an sein Ziel herangekommen war, warf er mit Handgranaten. Die letzte MG-Salve tötete Private Young. Seine mutige Tat, sich dem japanischen Maschinengewehrnest zu nähern und sein Feuer abzulenken, erlaubte seinem Zug, sich ohne weitere Verluste vom Feind zu lösen. Er war verantwortlich für mehrere feindliche Verluste.
aus „The Ballad of Rodger Young“
von Frank Loesser
On the island of New Georgia in the Solomons
Stands a simple wooden cross alone to tell.
That beneath the silent coral of the Solomons
Sleeps a man, sleeps a man remembered well.
Sleeps a man, Rodger Young!
Fought and died for the men he marched among.
In the everlasting spirit of the Infantry
Breathes the spirit of Private Rodger Young.
etwa
Auf der Salomoneninsel New Georgia
Steht ein einfaches Holzkreuz allein, um zu erzählen:
Bei den stillen Korallen der Salomonen
Ruht ein Mann, ruht ein Mann an den man sich immer erinnern wird.
Ruht ein Mann, Rodger Young!
Kämpfte und starb für die Männer mit denen er marschierte.
Im ewigen Geiste der Infanterie.
Atmet man den Geist von Private Rodger Young.
1949 wurden die sterblichen Überreste von Rodger Young in die Vereinigten Staaten überführt. Er ist nun auf dem McPherson Cemetery in Clyde, Ohio begraben.

## Sonstiges
Robert Heinlein benannte, beeindruckt von dem Heldenmut Youngs, in seinem Buch Starship Troopers ein Schiff nach ihm, die TFCT Rodger Young.